# Julien Barbier
Pour les articles homonymes, voir Barbier.
Julien Barbier, né en 1869 et mort en 1940, est un architecte français, spécialisé dans l’architecture religieuse.

## Biographie
Élève de Louis-Jules André et de Victor Laloux à l'École des beaux-arts de Paris, Julien Barbier est l'un des architectes qui a œuvré pour les Chantiers du Cardinal.

## Décorations
- Chevalier de la Légion d'honneur en 1920[4]

## Œuvres
- Cachan : église paroissiale Sainte-Germaine, 1932 ;
- Chalo-Saint-Mars (Essonne) : chapelle du château du Grand Saint-Mars, 1898 (avec Eugène Méhu), inscrite au titre des monuments historiques[5] ;
- Courbevoie : 
  - église Saint-Maurice de Bécon, 1907[6],
  - église Saint-Adrien, 1918-1930 (détruite) ;
- Dijon : église du Sacré-Cœur ;
- Gentilly : groupe scolaire Lamartine, 1922 (avec Georges Morice) ;
- La Garenne-Colombes : monument aux Morts, 1913 ;
- Le Pré-Saint-Gervais : église de la Sainte-Famille, 1912[7] ;
- Limé (Aisne) : église Saint-Rémi, 1929, inscrite au titre des monuments historiques[8] ;
- Paris :
  - église Notre-Dame-des-Otages, 1938,
  - église Sainte-Jeanne-de-Chantal, commencée en 1933 ;
- Souzy-la-Briche (Essonne) : église Saint-Gilles-et-Saint-Martin, 1911 ;
- Bastia : église Notre-Dame-de-Lourdes, style d'inspiration néogothique, 1916.

### Galerie de photographies

Églises construites par Julien Barbier
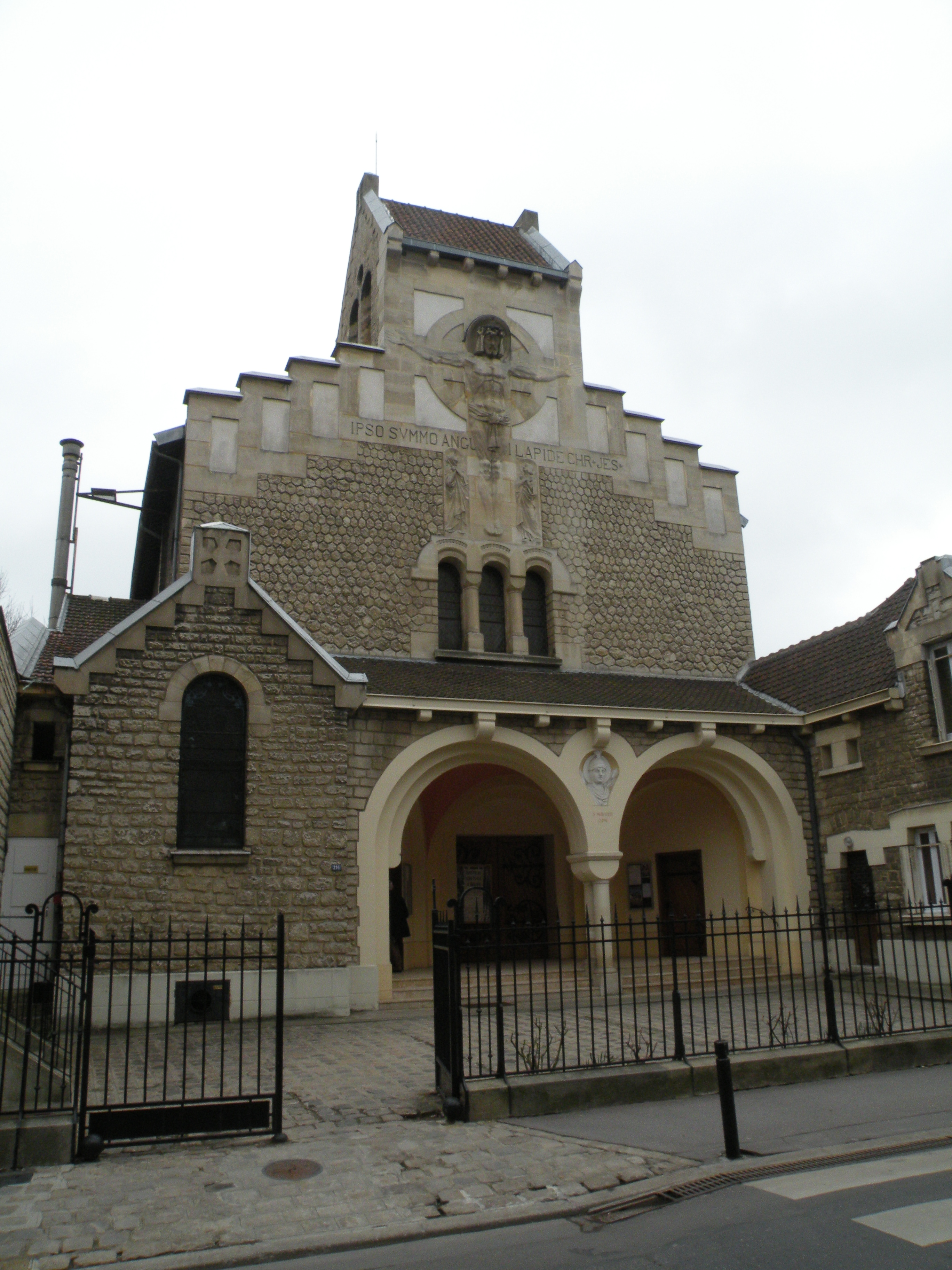
Saint-Maurice de Bécon à Courbevoie.
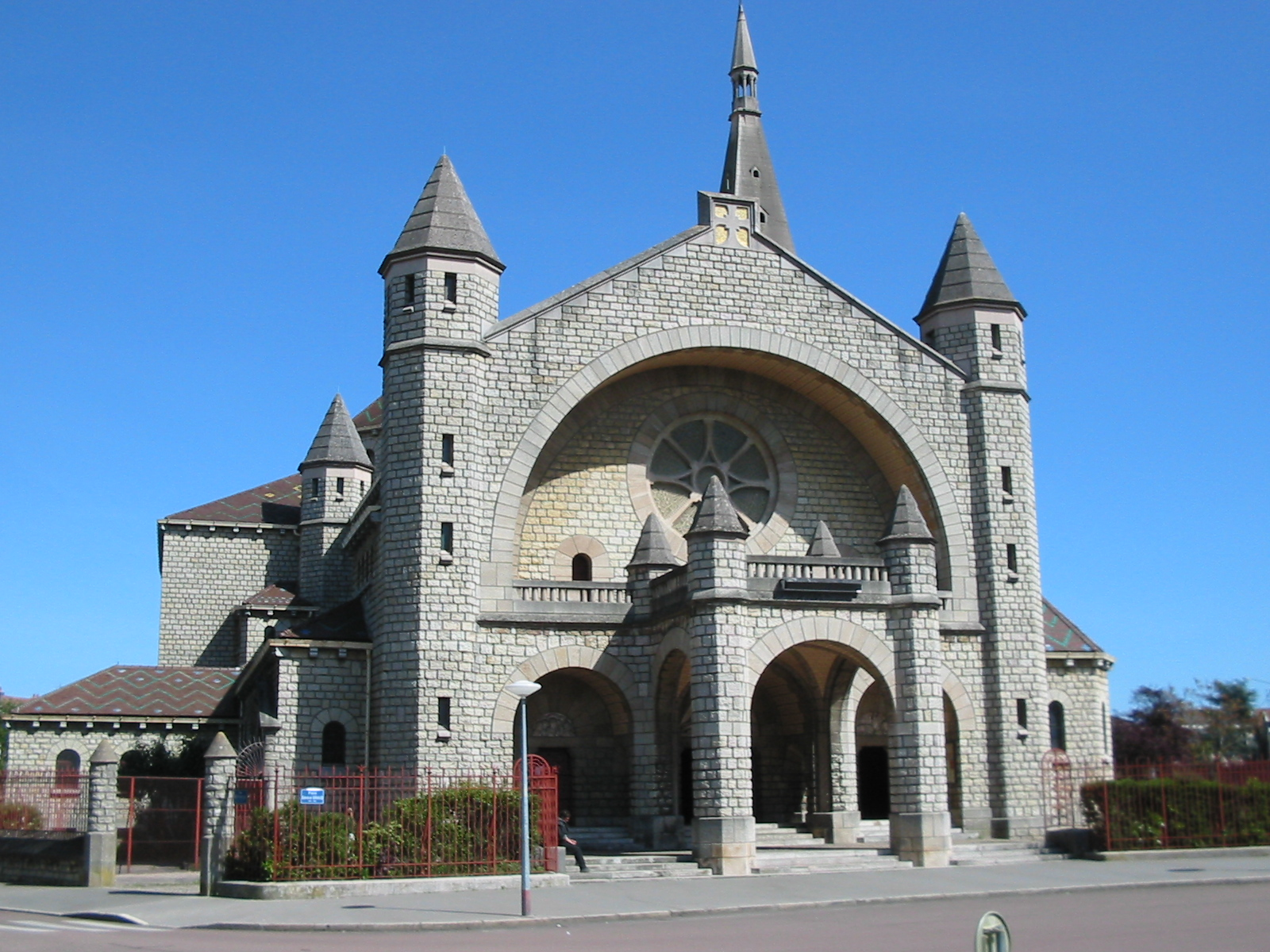
Sacré-Cœur de Dijon.
Sainte-Jeanne-de-Chantal à Paris.
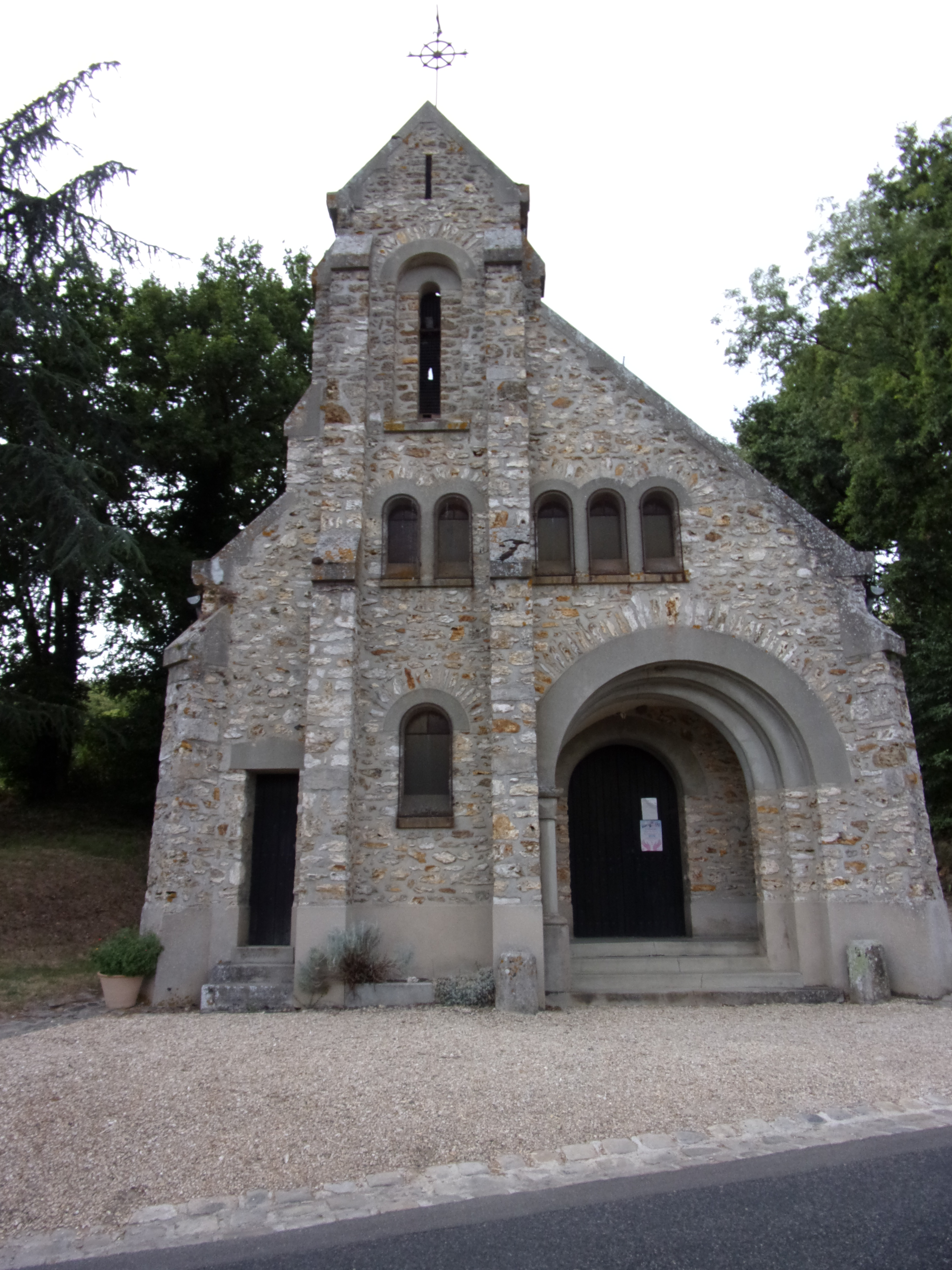
Saint-Gilles-et-Saint-Martin de Souzy-la-Briche.